# La noia de Mèxic
La noia de Mèxic (títol original: The Girl from Mexico) és una pel·lícula de comèdia estatunidenca de 1939 dirigida per Leslie Goodwins i escrita per Lionel Houser i Joseph Fields. La pel·lícula és protagonitzada per Lupe Vélez, que interpreta una cantant mexicana portada a Nova York per a un concert de ràdio. Està doblada al català.
L'èxit inesperat de taquilla d'aquesta pel·lícula de baix pressupost va donar lloc a una seqüela, Mexican Spitfire i, finalment, a una sèrie de pel·lícules de set totes juntes. Totes vuit van ser dirigides per Goodwins, van utilitzar el comediant Leon Errol com a paper de còmic i van mostrar el personatge còmic de Vélez, lliurant-se a malapropismes anglesos trencats, idees que provocaven problemes, atacs de temperament sobtats, cançons ocasionals i esclats d'invectiva espanyola. La pel·lícula va ser estrenada el 2 de juny de 1939 per RKO Radio Pictures.

## Argument
Un executiu de publicitat marxa a Mèxic a la recerca de talent i troba una cantant de mal geni, que se'n va a Nova York per quedar-se amb ell, la seva tieta i el seu oncle.

## Repartiment
- Lupe Vélez com Carmelita Fuentes
- Donald Woods com Dennis 'Denny' Lindsay
- Leon Errol com oncle Matthew 'Matt' Lindsay
- Linda Hayes com Elizabeth Price
- Donald MacBride com L. B. Renner
- Edward Raquello com Tony Romano
- Elisabeth Risdon com tieta Della Lindsay
- Ward Bond com Pete, el lluitador
- Martí Garralaga com parent de Carmelita (sense acreditar)